# Tane Tu'ipulotu
Pour les articles homonymes, voir Tuipulotu.
Pas d'image ? Cliquez ici

a Compétitions nationales et continentales officielles uniquement.

b Matchs officiels uniquement.
Dernière mise à jour le 8 février 2019.
Tane Tu'ipulotu, né le 7 février 1981 à Kolofo'ou (Tonga), est un ancien joueur de rugby à XV tongien. Il a évolué au poste de trois-quarts centre (1,88 m pour 98 kg).
Il arrête sa carrière en 2013 à la suite d'une grave blessure au genou.

## Carrière

### Clubs et provinces
- 2001-2003 : Auckland (NPC)  Nouvelle-Zélande
- 2004-2008 : Wellington (NPC)  Nouvelle-Zélande
- 2008-2011 : Newcastle Falcons (Premiership)  Angleterre
- 2011-2012 : Yamaha Júbilo (Top League)  Japon
- 2012-2013 : Newcastle Falcons (Premiership)  Angleterre

### Franchises
- 2004-2006 : Hurricanes (Super Rugby)  Nouvelle-Zélande
- 2007      : Chiefs (Super Rugby)  Nouvelle-Zélande
- 2008      : Hurricanes (Super Rugby)  Nouvelle-Zélande

### En équipe nationale
Il a joué avec l’équipe de Nouvelle-Zélande des moins de 19 ans et des moins de 21 ans, avant de jouer un test match avec les Pacific Islanders en 2004, contre les All Blacks.